# Filippo Maniero
Filippo Maniero (ur. 11 września 1972 w Legnaro) – włoski piłkarz, grający na pozycji napastnika, trener piłkarski.

## Kariera piłkarska

### Kariera klubowa
Wychowanek miejscowego Legnarese oraz klubu Padova, w barwach którego w 1989 rozpoczął karierę piłkarską. Od 1990 występował w klubach Atalanta, Ascoli, Sampdoria, Verona, Parma, Milan, Venezia, Palermo, Brescia i Torino. W ostatnim dniu okienka transferowego latem 2005 podpisał kontrakt ze szkockim Rangersem, ale już po 40 dniach bez rozegrania meczu w pierwszym zespołu opuścił klub za obopólną zgodą. Następnie grał w amatorskich klubach Piovese i Legnarese. W 2009 został piłkarzem Casalserugo, w którym po roku zakończył karierę piłkarską.

### Kariera reprezentacyjna
W latach 1990–1992 roku występował w młodzieżowej reprezentacji Włoch.

## Kariera trenerska
Po zakończeniu kariery piłkarza w 2007 rozpoczął pracę trenerską w klubie Piovese, gdzie pomagał trenować pierwszy zespół. Następnie prowadził amatorskie zespoły Maserà, Abano, Albignasego i San Martino. W 2017 stał na czele rodzimej drużyny Aurora Legnaro.

## Sukcesy i odznaczenia

### Sukcesy trenerskie
San Martino
- mistrz Seconda Categoria: 2016/17 (gr. L)

Aurora Legnaro
- mistrz Prima Categoria: 2017/18 (gr. D)